# 杜拜購物中心
杜拜購物中心（英語：Dubai Mall）是一座位於阿拉伯聯合大公國杜拜的複合式購物中心。總佔地面積而言，該設施是目前世界最大的購物中心，以總可租面積而言，則是全球第26大購物中心，與西部埃德蒙顿购物中心和時尚島購物中心並列，該購物中心的總零售樓面面積達502,000平方公尺（約5,400,000平方英尺）。共耗資200億美元興建，毗鄰標誌性的哈利法塔，該中心共有超過1,200家商店。2011年，它曾成為了全球參觀人次最多的建築，每年吸引超過5400萬名遊客參觀。
迪拜購物中心最初計劃的開幕日期經歷了兩次延遲，最終在2008年11月4日開幕。當時，該中心擁有約1000家零售商，成為當時世界上第二大的購物中心。2023年1月，該購物中心正式宣布將其名稱中的詞「the」刪去。
2024 年 6 月，房地产开发商 Emaar Properties 宣布斥资 15 亿迪拉姆（4.08 亿美元）扩建迪拜购物中心。

## 概要
杜拜購物中心佔地總面積約111.5萬平方公尺，其中室內樓層佔約55萬平方米。作為全球最大的購物中心，它超越了位於加拿大的西部埃德蒙顿购物中心、中國的华南MALL和菲律賓的SM亞洲購物中心等。該購物中心於004年10月，開設伊瑪爾地產將建造購物中心的建築合同授予保富集團、Al Ghandi/ CCC 和特納建築的合資企業，並聲稱該購物中心的大小為50「國際尺寸」的足球場，該建築原定於2006 年竣工，但後來被推遲，最終於2008年開業。建造該購物中心的工人大部分是印度、巴基斯坦、孟加拉國和斯里蘭卡的外來工人。
該中心內擁有1,200家商店，同時還設有世界上最大的部分型水族館、冰上滑冰場、水上庭院，以及一座擁有22個螢幕的電影院。此外，此設施亦包括哈利法塔的觀景台辦公處和入口，並透過地下通道與哈利法塔連接。購物中心內還設有一個開合的圓頂，其內部呈現了倫敦摄政街的城市景觀區域。
此外，根據計劃，除英國的瑪莎百貨在此開業，該購物中心將於2010年引進兩家新的百貨公司，分別是美國的布魯明黛和法國的老佛爺百貨。
在開幕後的前五天內，杜拜購物中心售出了61,000張水族館和探索中心的門票。2009年，杜拜購物中心吸引了超過3700萬名遊客參觀，並每週吸引超過75萬名遊客。2010年，杜拜購物中心接待了4700萬名遊客，儘管在經濟危機（房地產泡沫破裂的後果）影響下，其人流量比2009年增加了約27％。2012年，杜拜購物中心繼續保持全球最受歡迎的購物和休閒目的地的稱號，吸引了超過6500萬名遊客，這一數字超過了2012年紐約市5200萬名遊客和洛杉磯4100萬名遊客的人數，也超過了全球所有標誌性休閒目的地和主題公園的遊客到達人數，包括時報廣場（3920萬人次）、中央公園（3800萬人次）和尼亞加拉大瀑布（2250萬人次）。

### 地鐵
2012年12月，伊瑪爾地產宣布連結購物中心的杜拜地鐵竣工，這是一座820米長（2,690 英尺）的高架空調人行橋，可以連接哈利法塔/杜拜購物中心地鐵站和購物中心。

### 擴展
2013年6月，迪拜購物中心開始進行第一階段的擴建計劃，將建築物的總面積增加100萬平方英尺（93,000平方公尺）。以便容納更多的遊客。該項目於2018年完成。

## 設施

### 水族館

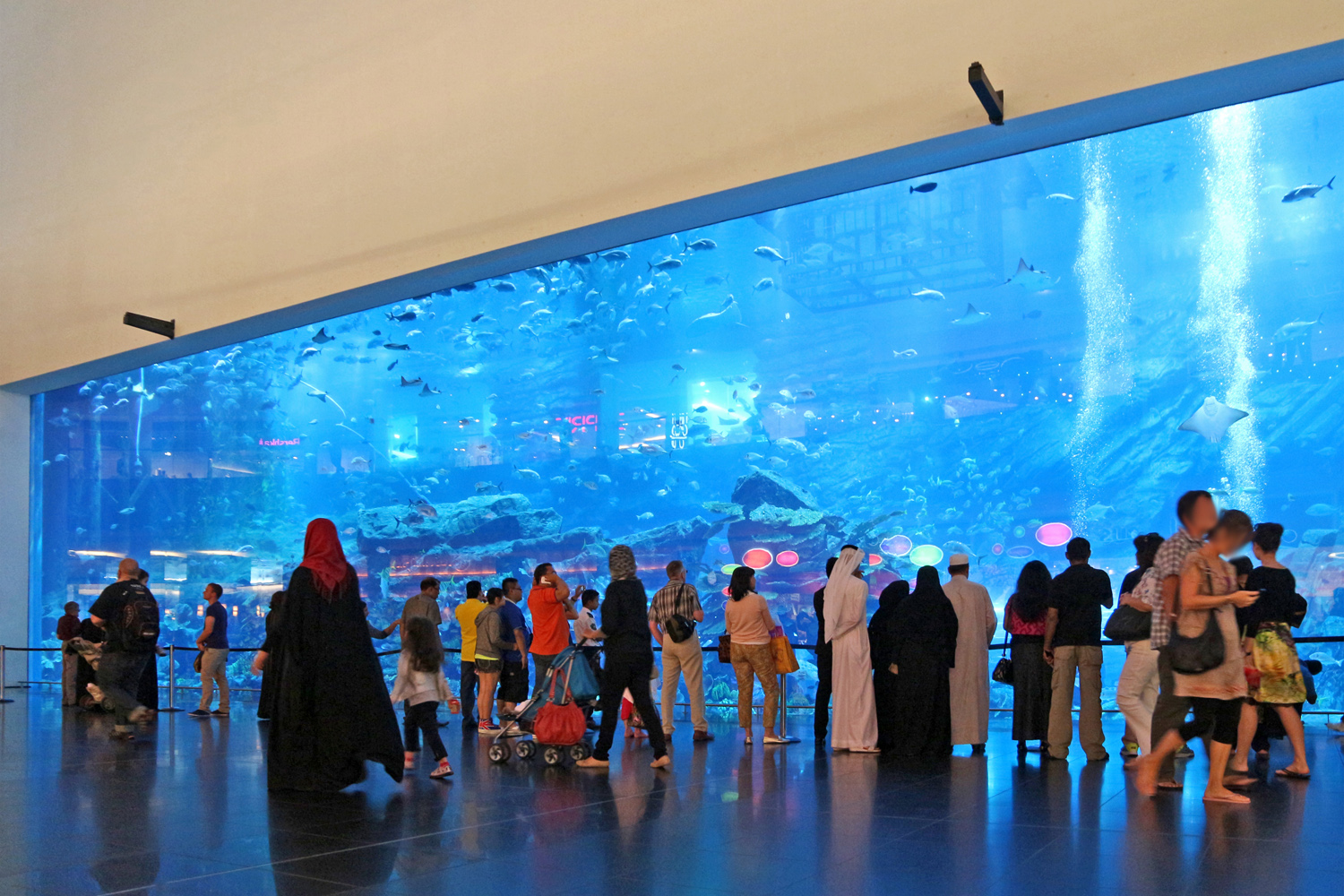
迪拜水族館和水下動物園
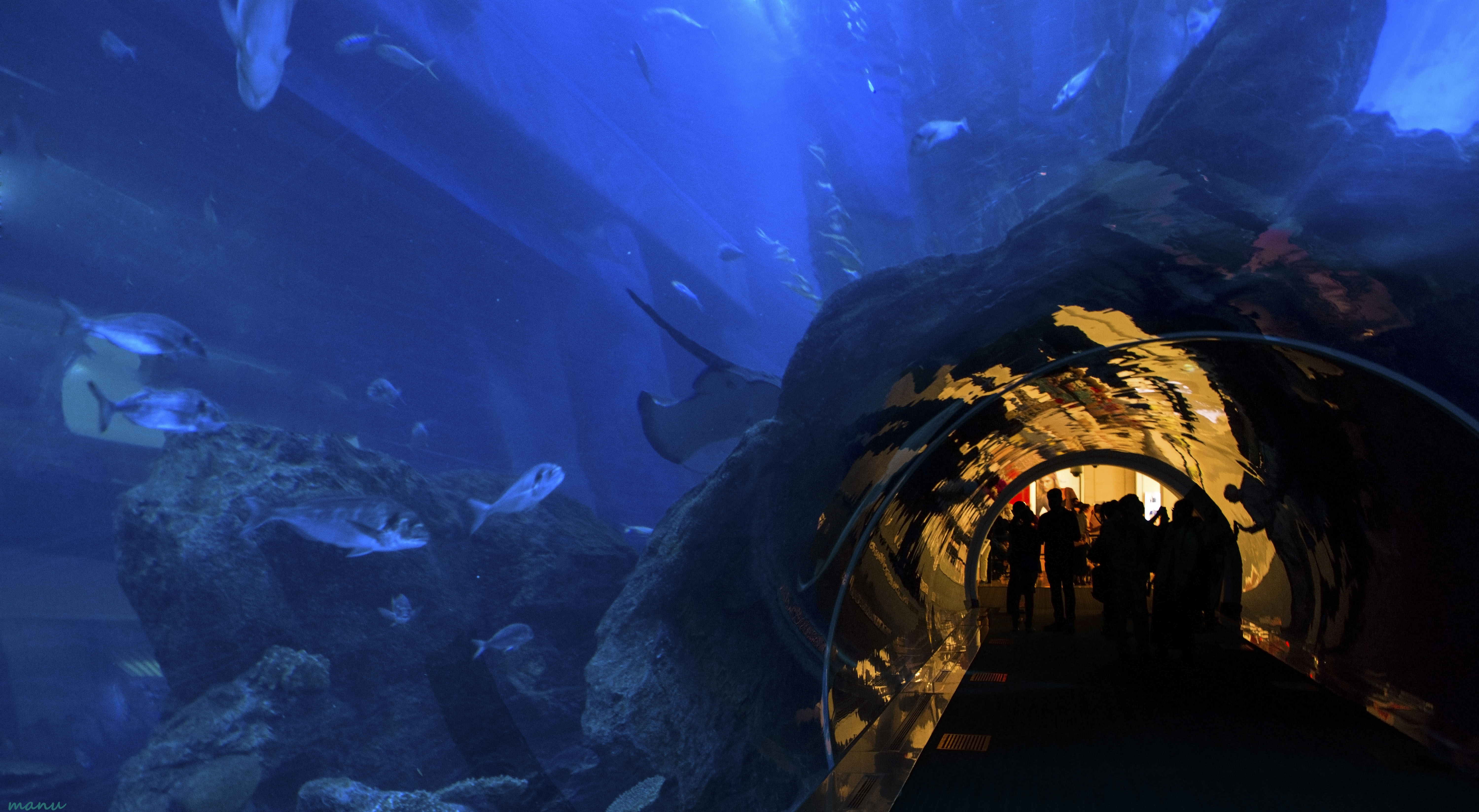
水族館的步行隧道
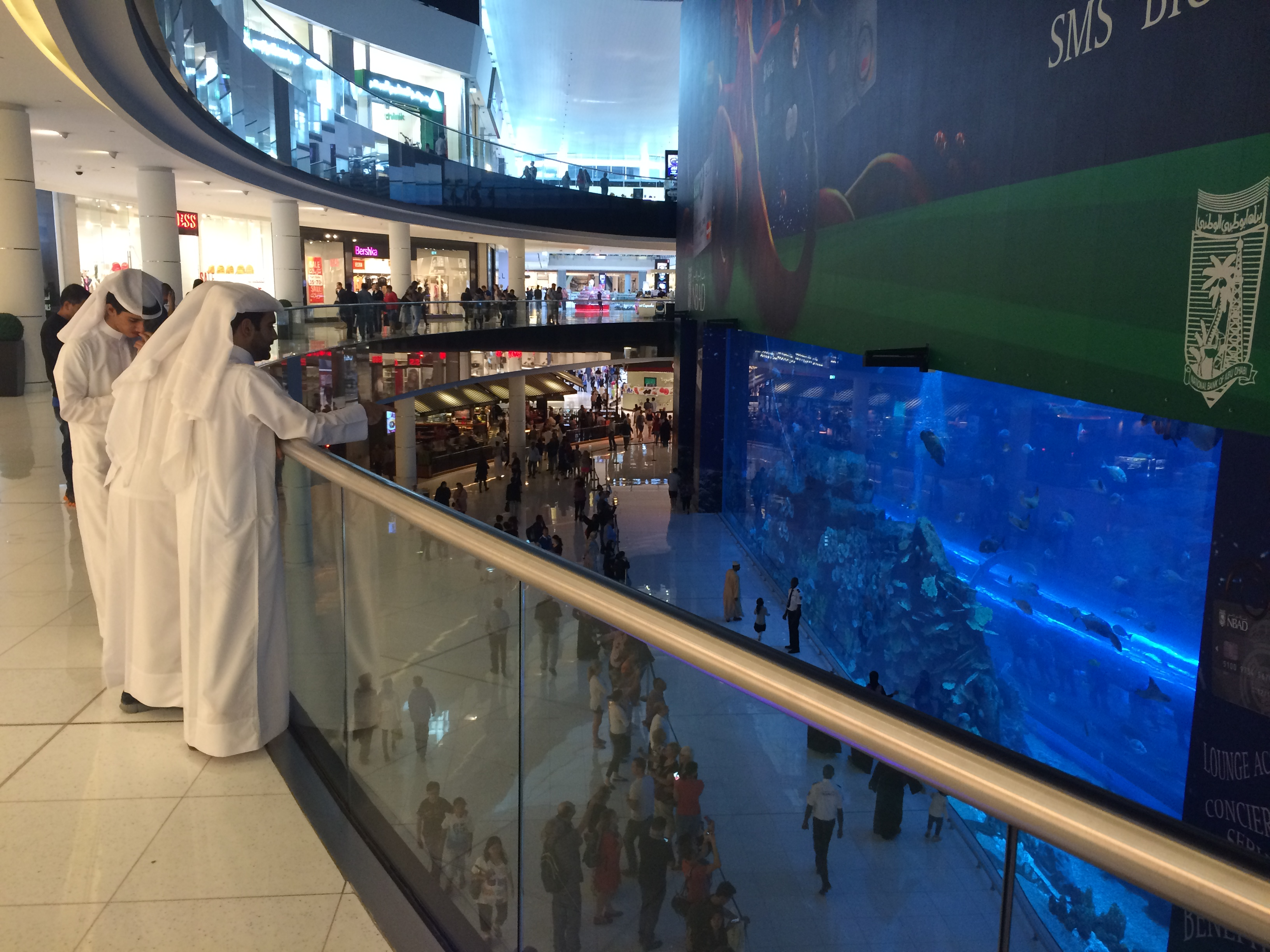
水族館與周圍設施

由伊瑪爾地產設計的迪拜水族館和水下動物園（Dubai Aquarium & Underwater Zoo）被認為是購物中心的核心設施，該設施由柏濤設計，靈感來自「水下天堂」。這是世界上最大的懸浮水族館之一，該缸長51公尺、寬20公尺、高11公尺。並設有48公尺長的步行隧道可在水箱表面以下11公尺處提供視野。
這座水族館展示了超過300種海洋動物，包括鯊魚和魟魚。其中包括世界上最大的沙虎鯊種群之一。該水族館獲得了「卓越證書」，並在2012年Images RetailME大獎中獲得了「年度最受讚譽的購物中心 - 休閒和娛樂」獎項。
2010年2月25日，水族館曾發生洩漏事故，導致許多商店暫時關閉，並迫使購物者立即撤離商場。後在第二天重新開放。

## 圖片

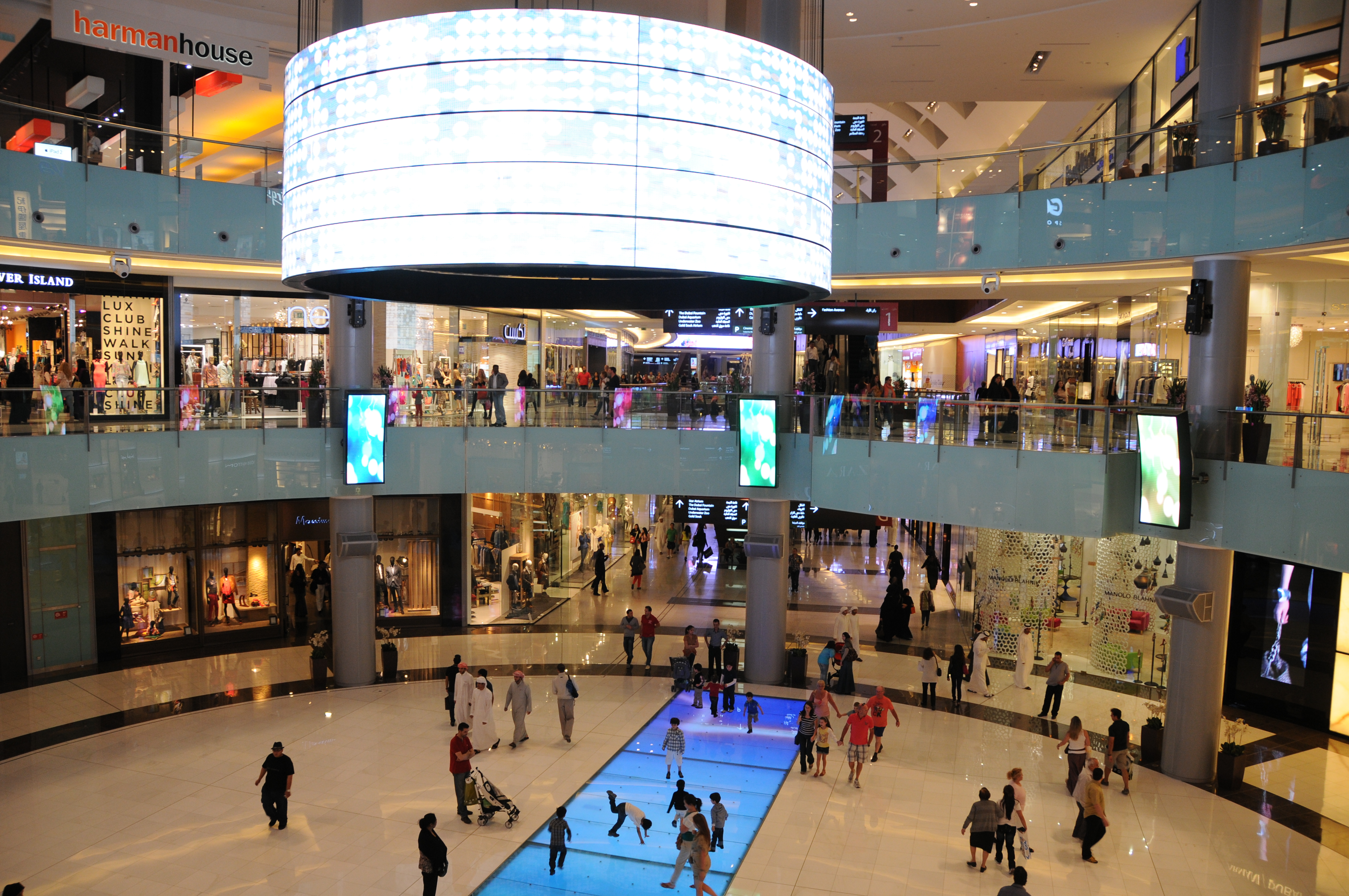
商場廣場處
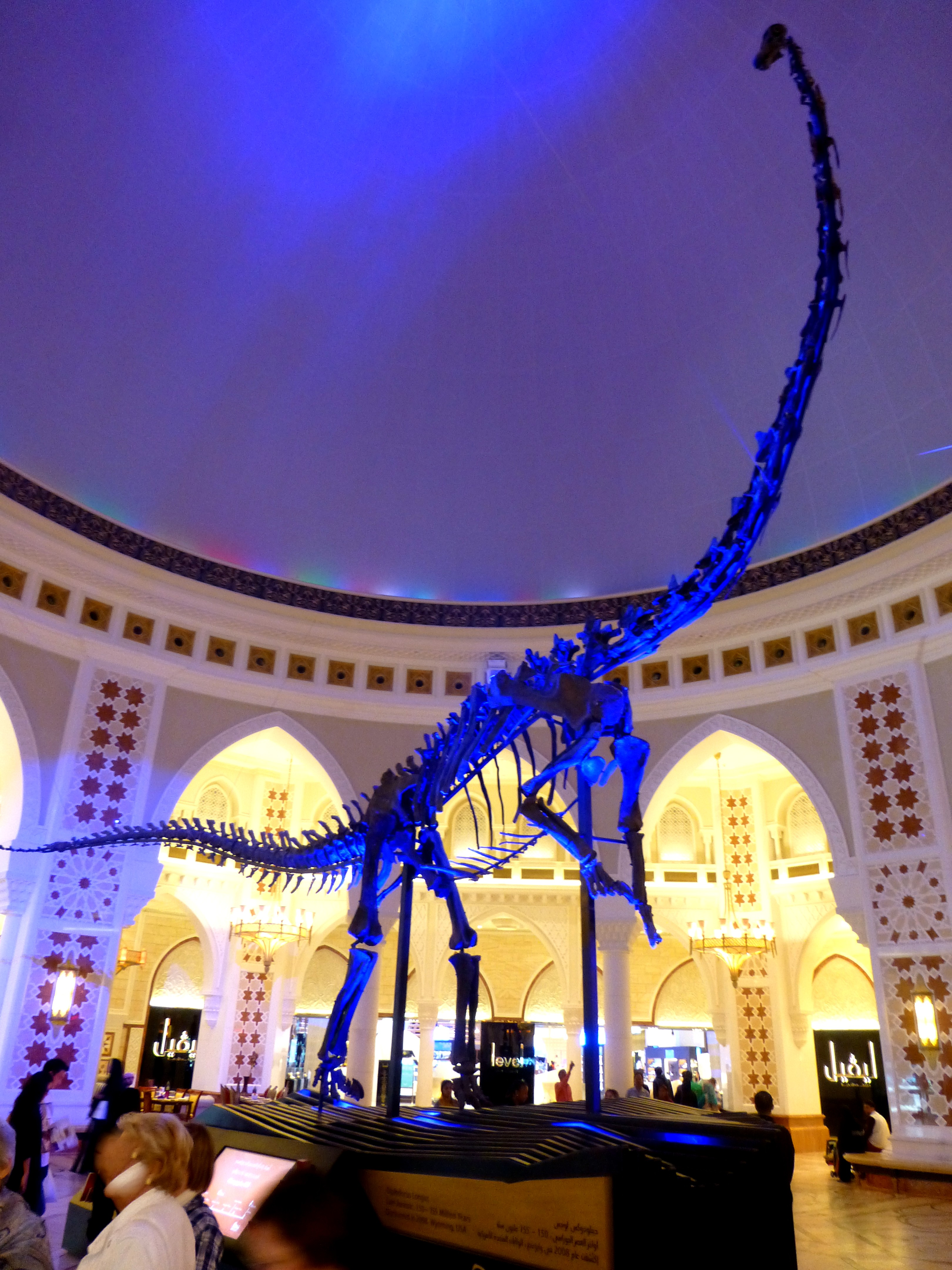
商場所展示的梁龍屬標本
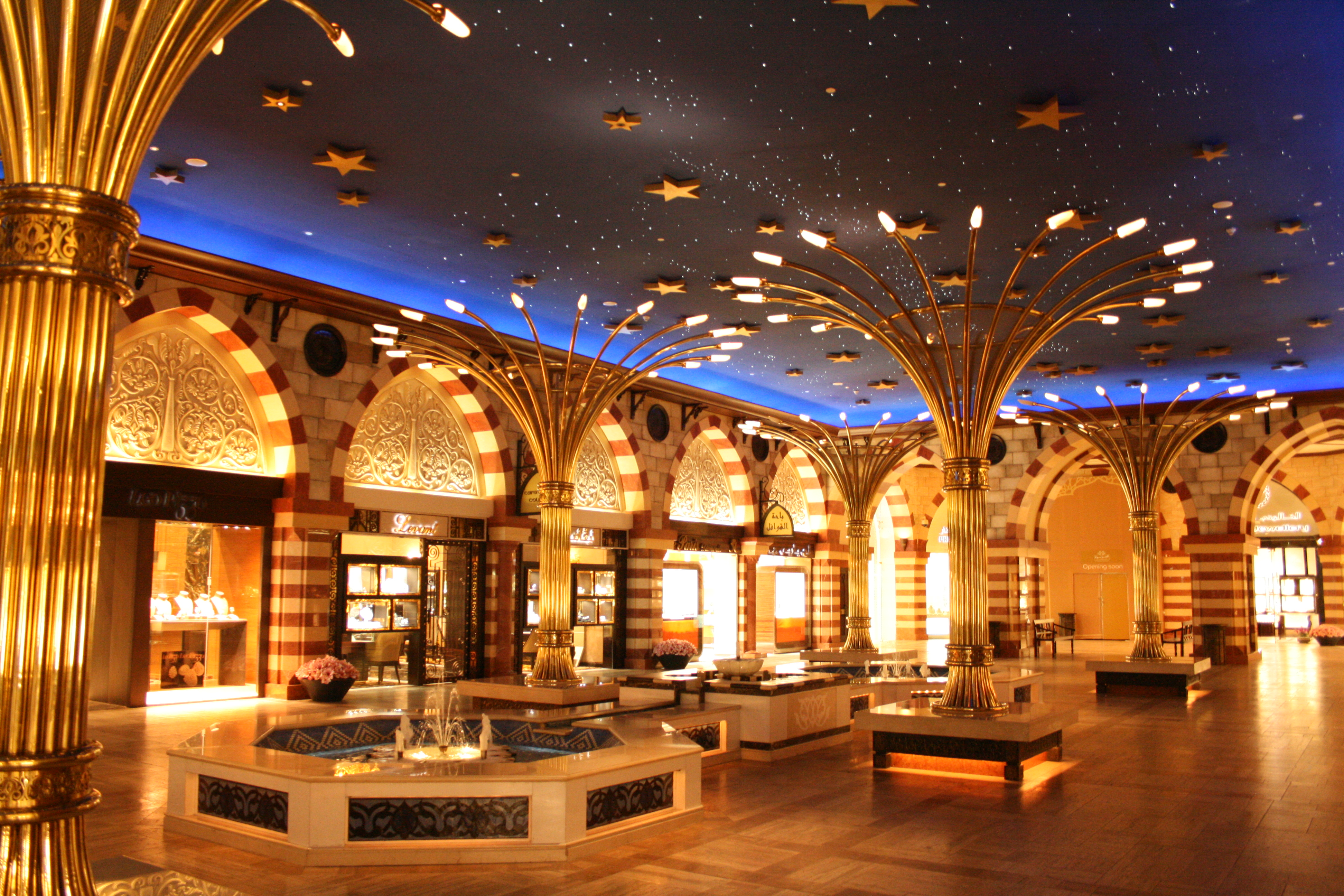
黃金市場
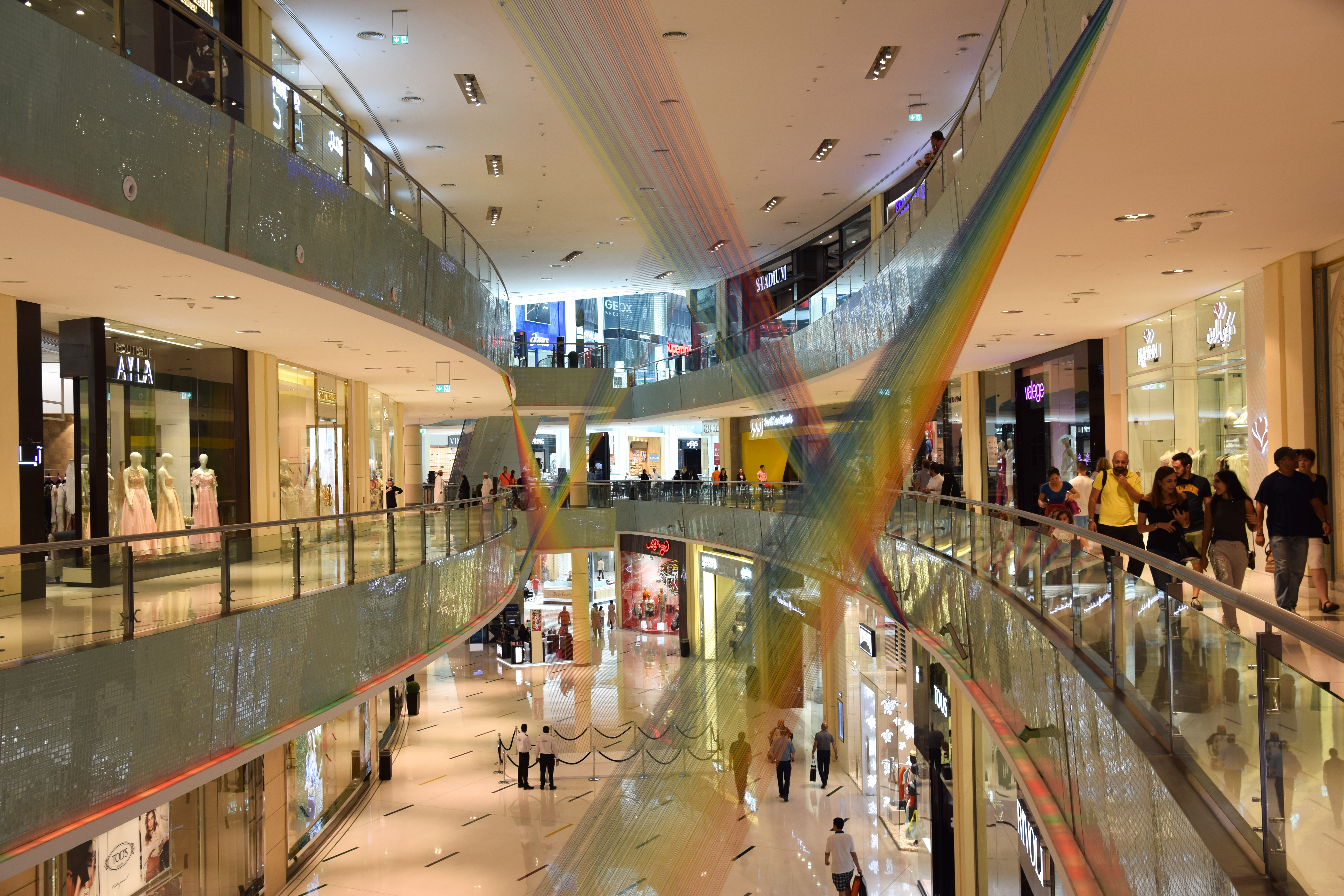
購物中心的室內設施
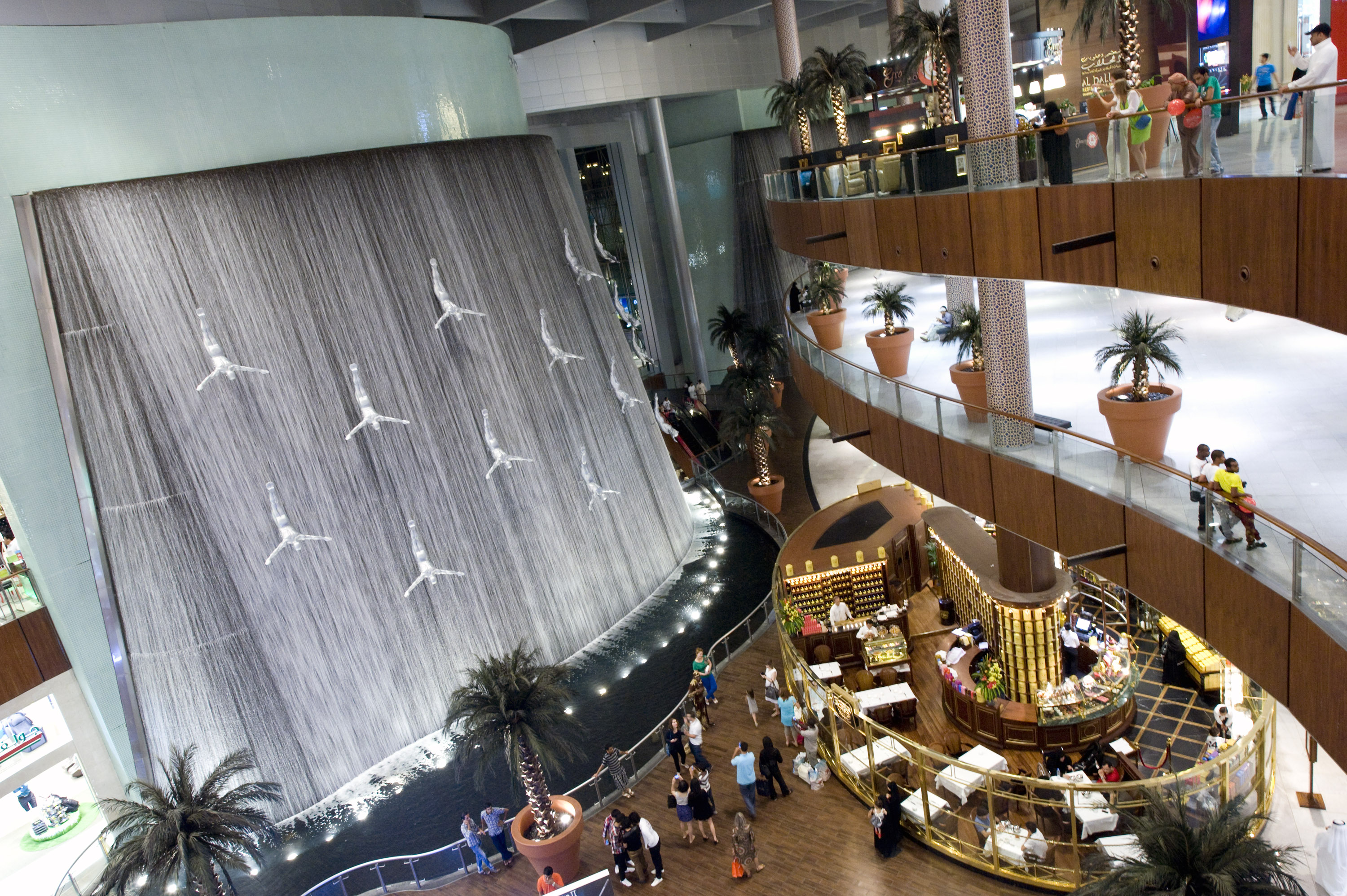
購物中心的室內噴泉設施

## 另見
- 杜拜噴泉

## 外部連結
- 官方网站